# Meneessia minutella
Meneessia minutella är en fjärilsart som beskrevs av Petersen 1959. Meneessia minutella ingår i släktet Meneessia och familjen äkta malar.
Artens utbredningsområde är Afghanistan. Inga underarter finns listade i Catalogue of Life.